# Fissistigma longipes
Fissistigma longipes är en kirimojaväxtart som beskrevs av Elmer Drew Merrill. Fissistigma longipes ingår i släktet Fissistigma och familjen kirimojaväxter. Inga underarter finns listade i Catalogue of Life.